# Siguranța publică

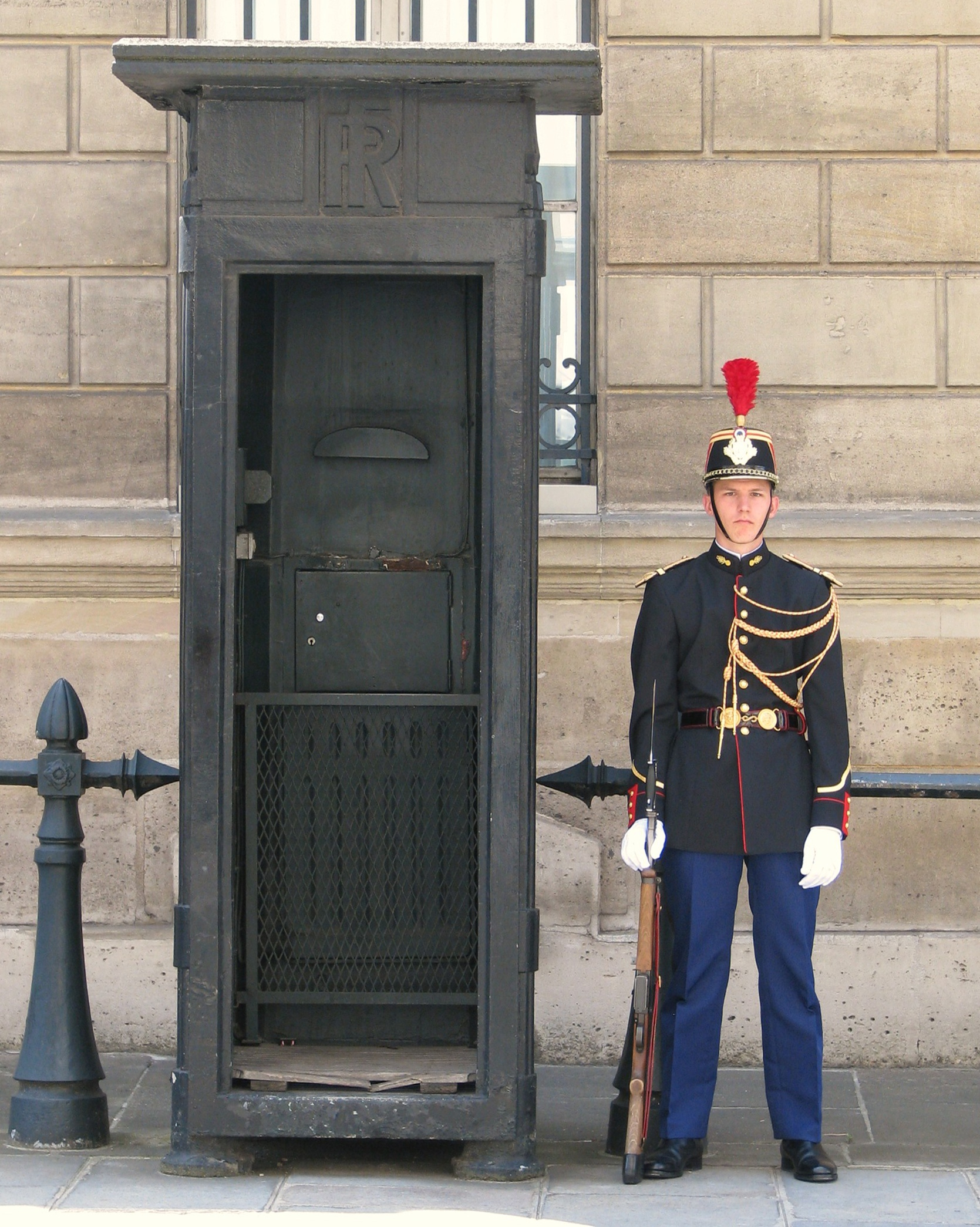
Membru al Gărzii Republicane a din Franța

Siguranța publică reprezintă prevenirea și protecția împotriva evenimentelor care ar putea pune în pericol siguranța și securitatea publicului împotriva unor pericole, răniri⁠(d) sau daune materiale semnificative. Aceasta este adesea condusă de un guvern de stat pentru a asigura protecția cetățenilor, a persoanelor de pe teritoriul său, a organizațiilor și instituțiilor împotriva amenințărilor la adresa bunăstării, supraviețuirii și prosperității lor.
Problemele de siguranță publică de care se poate ocupa o municipalitate, un comitat, o jurisdicție regională sau federală includ infracțiuni (de la infracțiuni minore la infracțiuni grave), incendii de structuri⁠(d), conflagrații, urgențe medicale⁠(d), incidente cu victime în masă⁠(d), dezastre, terorism și alte probleme.
Organizațiile de siguranță publică sunt organizații care se ocupă de siguranța publică. În general, acestea constau în servicii de urgență și primii respondenți⁠(d), cum ar fi forțele de ordine, serviciile de pompieri, serviciile medicale de urgență, forțele de securitate⁠(d) și forțele militare. Acestea sunt adesea operate de un guvern, deși, acolo unde este posibil, există și organizații private de siguranță publică.

## Cadru

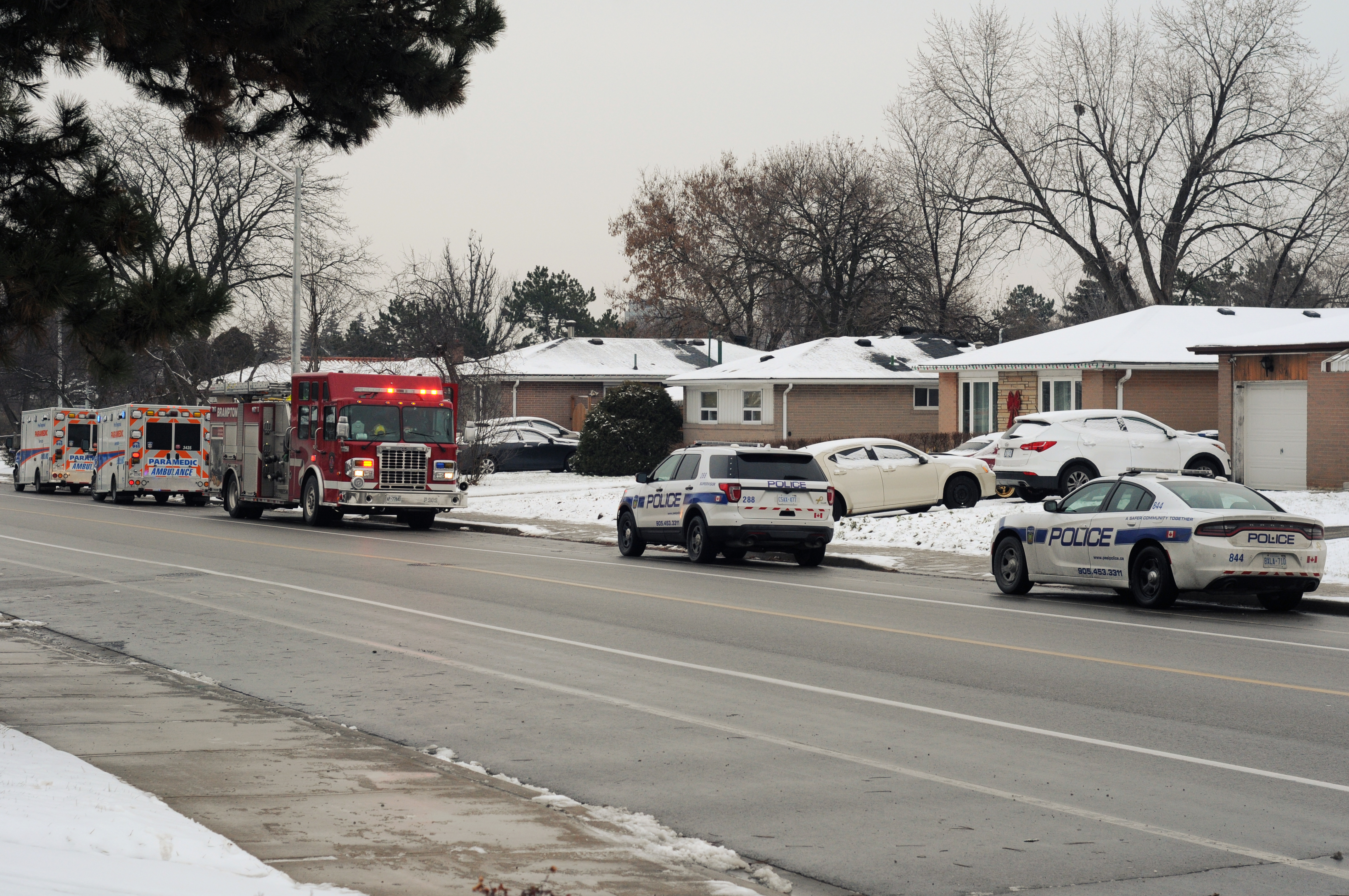
Serviciile de urgență la locul unui incident din, Ontario, Canada

Crima organizată și terorismul internațional sunt greu de descurajat de barierele geografice, lingvistice sau financiare. Aceasta din urmă a contribuit în mare măsură la transformarea securității publice într-o problemă politică și economică importantă, atât la nivel național, cât și internațional. Politica, organizațiile publice și întreprinderile colaborează strâns pentru a garanta securitatea publică și a menține un mediu stabil pentru prosperitatea economică.
Deși securitatea publică contribuie în mod semnificativ la atractivitatea unei locații, la productivitatea populației sale și, prin urmare, la succesul general al unei economii, acest sector se confruntă frecvent cu bugete reduse, resurse limitate și sisteme de informare inadecvate. Evenimentele de amploare, pandemiile, accidentele grave, dezastrele ecologice și atacurile teroriste reprezintă amenințări suplimentare la adresa securității și ordinii publice.
Cu toate acestea, poliția, poliția federală și autoritățile de frontieră trebuie să garanteze securitatea țării ca o condiție prealabilă fundamentală pentru capacitatea politică internă de a acționa. Calitatea și amploarea amenințărilor potențiale s-au schimbat semnificativ, iar sarcinile și cadrul general pentru poliție, poliția federală și autoritățile de frontieră s-au schimbat în consecință.

## Organizații de siguranță publică

### Național
- Agenție federală de aplicare a legii
- Departamentul de investigații criminale⁠(d)
- Patrula de frontieră
- Jandarmerie
- Ministerul sau departamentul de interne, justiție sau siguranță publică⁠(d)

### Regional
- Poliția districtuală⁠(d)
- Biroul șerifului sau al polițistului
- Polițist de stat⁠(d) sau poliție provincială⁠(d)

### Local
- Departamentul de poliție sau mareșal
- Servicii de pompieri
- Servicii medicale de urgență
- Administrația locală
- Biroul municipal de relații publice

## Subsectoare

### Aplicarea legii
- Poliția națională sau federală
- Poliția⁠(d) regională⁠(d), de stat⁠(d) și locală

### Inteligență și schimb de informații
- Servicii de informații
- Servicii de investigatori
- Servicii secrete

### Urgență
- Servicii medicale de urgență
- Serviciul de pompieri
- Poliție
- Pădurar⁠(d)
- Salvamar de siguranță oceanică
- Căutare și salvare

### Justiție
- Tribunale
  - Judecătorii
  - Jurii
  - Avocați și avocați (advocate)
- Criminalistică⁠(d)
- Ministerul justiției
- Ofițerii de închisori⁠(d)

### Interior
- Autoritățile portuare⁠(d) și de frontieră⁠(d)
- Paza de coastă⁠(d)
- Servicii pentru clienți⁠(d)
- Garda națională

### Tehnică
- Controlul mulțimii⁠(d)
- Controlul revoltelor⁠(d)

## Organizații
| - După națiune - În Australia, Australian Institute of Public Safety⁠(d), Australian Federal Police⁠(d) - În Brazilia, Secretariatul Național de Siguranță Publică - În Canada, Public Safety Canada⁠(d) - În Franța, Comitetul de siguranță publică - În Japonia, Comisia națională de siguranță publică (Japonia) - În Coreea de Sud, Ministerul Internelor și Siguranței (Coreea de Sud) - În Regatul Unit, Department of Health, Social Services and Public Safety⁠(d) (numai Irlanda de Nord) - În Statele Unite, Departamentul de Securitate Internă al Statelor Unite, Departamentul de Siguranță Publică - În Mongolia, Comisia de stat pentru situații de urgență (Mongolia) - Anterior Securitate publică (Cehoslovacia) cu Cehoslovacia - Securitatea aeroporturilor - Association of Public-Safety Communications Officials-International⁠(d) - Apărare civilă - Sirene de apărare civilă - Protocolul comun de alertă - Comisia pentru siguranța produselor de consum - Managementul situațiilor de urgență - Număr de telefon de urgență - Pompieri - Supravegherea cartierului | - Siguranța alimentară - Îngeri păzitori - Buna practică de siguranță - National Highway Traffic Safety Administration - Dezastru natural - Zona interzisă - Securitate și sănătate în muncă - Office of Emergency Management⁠(d) - Echipament individual de protecție - Poliție - Sănătate publică - Rețea de siguranță publică - Risc - Siguranța traficului rutier - Ingineria siguranței - SafetyLit⁠(d) |